# Polieteretercetonă
Polieteretercetona (sau polieter eter cetona, abreviat PEEK) este un compus organic polimeric termoplastic din familia poliariletercetonelor (PAEK), fiind utilizată în diverse aplicații de inginerie. Polimerul a fost dezvoltat pentru prima dată în noiembrie 1978, și a fost introdus pe piață de către Victrex PLC, apoi de Imperial Chemical Industries (ICI) la începutul anilor 1980.

## Obținere
Polimerii de tipul PEEK sunt obținut prin reacția de polimerizare care are loc prin dialchilarea sărurilor bisfenolați. Reacția tipică are loc între 4,4'-difluorobenzofenonă și sarea disodică a hidrochinonei, obținută in situ prin deprotonare cu carbonat de sodiu. Reacția are loc o temperatură de aproximativ 300 °C, în solvenți aprotici polari, precum difenilsulfona.